# 常総筑波鉄道
常総筑波鉄道株式会社（じょうそうつくばてつどう）は、茨城県にかつて存在した鉄道・路線バス事業等を行っていた日本の会社。常総鉄道と筑波鉄道 (初代)の戦時統合により発足し、鹿島参宮鉄道との合併により関東鉄道となった。

## 概要
常総筑波鉄道は、第二次世界大戦末期の1945年（昭和20年）に鉄道の戦時統合政策によって常総鉄道と筑波鉄道 （初代）の合併によって発足した会社である。戦時統合のため、終戦後には旧茨城急行自動車の路線を手放したり、旧2社に分離する動きもあったがこれは免れている。戦争時の老朽化した設備の更新、国鉄との相互乗り入れや特急列車の運行など積極的な経営を行った。バス路線への投資は、戦後直後は鉄道への投資に重点が置かれたため立ち遅れたが、昭和20年代後半からは積極的なバス路線の展開を図り、鉄道部門を超える収入源へと成長した。こうした中、筑波研究学園都市構想や鹿島臨海工業地帯の造成、霞ケ浦・筑波山の観光への対応などを理由として、鹿島参宮鉄道と合併し、1965年（昭和40年）に関東鉄道となった。

## 歴史

### 鉄道
- 1943年（昭和18年）10月18日：戦時統合政策により常総鉄道と筑波鉄道の合併が決定され合併方法を記した合併裁定要領がまとめられる。
- 1945年（昭和20年）
  - 3月20日：株主総会により常総鉄道と筑波鉄道との合併を決定し、常総筑波鉄道となる[1]。存続会社は常総鉄道[1]。
  - 8月13日：常総線守谷-小絹間を走行中の列車が米軍機P-51に急襲。数十名の死傷者。
- 1946年（昭和21年）：常総線通勤通学による混雑のため、貨車まで代用して輸送にあたる。国鉄も混雑する取手駅の状況に早朝、取手 - 松戸間に臨時列車を増発。
- 1948年（昭和23年）2月1日：常総筑波鉄道から国鉄に申請した、常総線から上野までの直通運転を開始[2]。1949年（昭和24年）にそれまでの上野 - 松戸間での電車運行を、取手まで延ばす計画決定につながった。
- 1949年（昭和24年）6月1日：常磐線松戸 - 取手間電化工事完成。上野 - 取手間36往復。常総線でも9往復を14往復に増発。また、下館 - 取手間に急行列車運転開始。
- 1950年（昭和25年）：この年の総収入に占める鉄道と自動車の割合、82:18。
- 1951年（昭和26年）
  - 5月8日：臨時株主総会。会社分離派が多数を占める新経営陣誕生。
  - 6月21日：臨時株主総会。分離反対の議決。経営陣が解任され前筑波鉄道社長の宇都宮政一が新社長に。
- 1957年（昭和32年）
  - 6月5日：三所線、常総関本 - 三所間廃止。大田郷 - 常総関本間の旅客営業を廃止し貨物輸送のみ行う。
  - 7月1日：日本車輌製造製気動車を購入し、常総線・取手 - 下館間の特急「しもだて」として運行開始。1959年（昭和34年）の東北線の電化により客が減少したため数年で打ち切り。
  - この年：この頃に国鉄との相互乗り入れのため筑波線の設備を改良し、上野 - 筑波間に直通臨時便を春・秋の休日運行開始。
  - 11月1日：この日から25日間 筑波線・土浦 - 岩瀬経由で国鉄水戸線・笠間まで観菊列車を運転。同ルートを春・秋休日にも臨時運行した。
- 1959年（昭和34年）
  - 春：この頃休日には筑波線・筑波駅は臨時列車に乗りきれない客であふれかえる。
  - 6月25日：筑波線・真鍋駅を廃止し、新土浦駅開業。
  - 12月：ディーゼル客車5両を購入し、筑波線から水戸線・下館まで運行。翌年9月には小山まで延長。
- 1960年（昭和35年）
  - この年の総収入に占める鉄道と自動車の割合が同水準となる。
  - 11月26日：守谷町より停車場用地の提供を受け南守谷駅開業。
- 1961年（昭和36年）
  - 11月：京成電鉄が筆頭株主になる。
- 1963年（昭和38年）
  - 三所線、大田郷 - 関本間の貨物営業廃止で三所線全廃。18両残った貨物列車を廃車。
  - 首都圏整備法に基づき筑波地区に研究学園都市を造成することが決定。
- 1964年（昭和39年）
  - 京成電鉄が筑波山にロープウェイ建設着工。同所にホテル建設。翌年には筑波スカイラインを開通させる。
  - この頃、常総線水海道 - 取手間複線化事業の用地買収進捗率70%。
  - 12月19日：鹿島参宮鉄道との合併認可申請を運輸大臣あて申請。理由として、「両社は同種の企業で営業線も各所で接続、重複し密接な関係を持っている。筑波山麓に学園都市構想、鹿島港の築港、鹿島臨海工業地帯の造成、筑波山・霞ケ浦の観光開発、霞ケ浦の新東京国際空港の有力候補地など交通網の整備充実が要請されている。両社が一つに結集して、新しい経済情勢に対応し事業の発展を期する」等記載されている。

### 自動車
- 1947年（昭和22年）5月21日：戦時統合である常総筑波鉄道を元の2社に戻すべきという株主提案。戦時統合により旧茨城急行自動車から東武自動車、そして常総鉄道に合併した路線について、株主総会で分離承認。下館 - 水戸、小田 - 宗道、国松 - 下妻など総延長161kmを東武鉄道に譲渡[3]。
- 1947年（昭和22年）7月16日 下館 - 真壁間、下館 - 筑波間の路線復活。その後も下妻 - 結城、筑波 - 土浦などの休止路線が復活。
- 1950年（昭和25年）12月 東武自動車と共同で土浦 - 下妻 - 古河の幹線再開。
- 1953年（昭和28年）3月 戦前ヤマト自動車から買収した取手 - 我孫子間のバス路線を手放す。この頃までに休止路線再開がほぼ終わる。営業キロ数469.5km。
- 1956年（昭和31年）6月 取手 - 水戸線を4社と競合の末取得。7月1日から運転開始。鹿島参宮鉄道の同路線と競合。
- 1958年（昭和33年）5月 取手 - 筑波山神社へ急行バス運行開始。この年度末の営業キロは664.8km。11営業所体制。
- 1963年（昭和39年） この年下半期には営業キロ数784.7km、バス台数229台。合併前のバス路線は常磐線から西、筑波線と常総線を中心に伸びていた。

## 鉄道事業

### 路線
- 常総線：取手駅 - 下館駅 51.1km
- 筑波線：土浦駅 - 岩瀬駅 40.1km
- 鬼怒川線：大田郷駅 - 三所駅 6.0km

### 車両
- 1946年（昭和21年）：1948年（昭和23年） 蒸気機関車を毎年購入。
- 1949年（昭和24年）：蒸気機関車15両、ガソリン客車12両、普通客車31両、有蓋貨車63両、無蓋貨車138両。
- 1950年（昭和25年）：ガソリン動車2両購入。
- 1952年（昭和27年）：国鉄からディーゼル車7両払下げ。改造後投入。
- 1953年（昭和28年）：ディーゼル機関車2両を東急横浜製作所と新三菱重工業から購入。内燃客車のディーゼル車化を進める。
- 1953年（昭和28年） ：1955年（昭和30年） ディーゼル機関車2両購入、蒸気機関車11両廃車、貨車30両廃車。
- 1955年（昭和30年） ディーゼル機関車4両、蒸気機関車5両、ディーゼル客車24両、普通客車21両、貨車（緩急車12両を含め）177両。
- 1956年（昭和31年） - 1958年（昭和33年） ディーゼル機関車DD502・901の2両、客車キハ48001・48002（日本車輛製）購入。
- 1961年（昭和36年） 日本車輛製キハ800、5両購入。
- 1962年（昭和37年） 日本車輛製キハ900、2両購入。国鉄よりキハ04型ディーゼル客車1両購入。
- 1963年（昭和38年） 常総線に貨車5両投入。これまでの貨車18両廃車。

## バス事業

### 車両
- 1950年（昭和25年） バス52台。うち貸切2台。
- 1953年（昭和28年） バス68台。ガソリン車に置き換え進む。
- 1964年（昭和39年） 乗合147台、予備42台。貸切40台。